# Coupe de Suisse de hockey sur glace 2019-2020
Navigation
2018-2019 2020-2021
La Coupe de Suisse de hockey sur glace 2019-2020 est la 17e édition de cette compétition de hockey sur glace organisée par la Fédération suisse de hockey sur glace. 32 équipes y prennent part : les 12 clubs de National League, 11 des 12 formations de Swiss League, ainsi que différents clubs de MySports League voire de 1re, 2e ou de 3e ligue issus des qualifications. Le EV Zoug est le tenant du titre.

## Formule
La compétition se déroule en cinq tours. Les vainqueurs d'un tour se qualifient directement pour le prochain tour. Des matches de qualification ont lieu pour déterminer quelles équipes de MySports League, de 1re, 2e ou de 3e ligue entrent dans le tableau principal.
Le temps de jeu réglementaire pour tous les matchs est de 60 minutes (3 x 20 minutes).
S'il y a égalité après 60 minutes de jeu, une prolongation de cinq minutes est jouée en seizièmes, huitièmes, quarts et demi-finales, avec quatre joueurs de champ plus un gardien pour chaque équipe (si aucune pénalité n'est en cours), sans nettoyage préalable de la glace. L'équipe qui marque le premier but lors de la prolongation remporte la partie.
En finale, une prolongation de 20 minutes est jouée, avec cinq joueurs de champ plus un gardien pour chaque équipe (si aucune pénalité n'est en cours). L'équipe qui marque le premier but lors de la prolongation remporte la partie.
Si le score est toujours égal après la prolongation, il est immédiatement procédé à une séance de tirs au but avec cinq joueurs de chaque équipe figurant sur le rapport de match officiel.

## Participants au tableau principal
En manque de joueurs, le Villars HC se retire, quelques semaines avant le début de la saison, de son groupe de 1re ligue. Désigné par tirage au sort, c'est le EHC Saastal qui remplace le club vaudois. Et, pour son match des seizièmes de finale, l'équipe valaisanne est autorisée à recevoir Genève-Servette dans la nouvelle Lonza Arena, la patinoire du HC Viège dès cette saison.
| National League (NL)      | Swiss League (SL)    | MySports League (MSL) | 1re ligue (1L) | 2e ligue (2L) |
| ------------------------- | -------------------- | --------------------- | -------------- | ------------- |
| HC Ambrì-Piotta           | HC Ajoie             | HC Arosa              | HC Berthoud    | HC Lucerne    |
| CP Berne                  | HC La Chaux-de-Fonds | EHC Dübendorf         | EHC Frauenfeld |               |
| HC Bienne                 | GCK Lions            | Hockey Huttwil        | EHC Saastal    |               |
| HC Davos                  | EHC Kloten           | HC Valais-Chablais    |                |               |
| HC Fribourg-Gottéron      | SC Langenthal        | EHC Wiki-Münsingen    |                |               |
| Genève-Servette HC        | HC Olten             |                       |                |               |
| SC Langnau Tigers         | HC Sierre            |                       |                |               |
| Lausanne HC               | HC Thurgovie         |                       |                |               |
| HC Lugano                 | HC Viège             |                       |                |               |
| SC Rapperswil-Jona Lakers | EHC Winterthour      |                       |                |               |
| EV Zoug                   | EV Zoug Academy      |                       |                |               |
| ZSC Lions                 |                      |                       |                |               |

## Nombre d'équipes par ligue et par tour
| Ligue/Manche             | Seizièmes de finale | Huitièmes de finale | Quarts de finale | Demi- finales | Finale |
| ------------------------ | ------------------- | ------------------- | ---------------- | ------------- | ------ |
| National League 12 clubs | 12                  | 12                  | 7                | 3             | 1      |
| Swiss League 11 clubs    | 11                  | 4                   | 1                | 1             | 1      |
| MySports League 5 clubs  | 5                   | Aucune              | Aucune           | Aucune        | Aucune |
| 1re ligue 3 clubs        | 3                   | Aucune              | Aucune           | Aucune        | Aucune |
| 2e ligue 1 club          | 1                   | Aucune              | Aucune           | Aucune        | Aucune |
| Total                    | 32                  | 16                  | 8                | 4             | 2      |

## Résultats

### Seizièmes de finale

#### Groupe ouest
| 10 septembre 2019 | HC Viège SL | 6-3 (2-0, 2-1, 2-2) | SL HC La Chaux-de-Fonds | Lonza Arena, Viège 1 000 spectateurs |

| 10 septembre 2019 | HC Valais-Chablais MSL | 1-9 (0-5, 0-3, 1-1) | NL HC Fribourg-Gottéron | Forum d'Octodure, Martigny 1 686 spectateurs |

| 11 septembre 2019 | HC Sierre SL | 0-1 (0-0, 0-1, 0-0) | NL Lausanne HC | Patinoire de Graben, Sierre 2 457 spectateurs |

| 11 septembre 2019 | EHC Saastal 1L | 0-12 (0-4, 0-4, 0-4) | NL Genève-Servette HC | Lonza Arena, Viège 1 000 spectateurs |

#### Groupe central
| 10 septembre 2019 | EV Zoug Academy SL | 1-2 (0-0, 0-0, 1-2) | NL CP Berne | Academy Arena, Zoug 446 spectateurs |

| 10 septembre 2019 | GCK Lions SL | 0-4 (0-1, 0-3, 0-0) | NL SC Langnau Tigers | KEK Küsnacht, Küsnacht 350 spectateurs |

| 10 septembre 2019 | EHC Wiki-Münsingen MSL | 1-8 (1-4, 1-2, 0-2) | SL HC Ajoie | Sportzentrum Sagibach, Wichtrach 453 spectateurs |

| 11 septembre 2019 | HC Lucerne 2L | 1-13 (1-4, 0-5, 0-4) | SL SC Langenthal | Regionales-Eiszentrum Luzern, Lucerne 551 spectateurs |

| 11 septembre 2019 | HC Berthoud 1L | 1-9 (0-2, 1-2, 0-5) | SL HC Olten | Localnet Arena, Berthoud 726 spectateurs |

| 11 septembre 2019 | Hockey Huttwil MSL | 1-4 (1-1, 0-1, 0-2) | NL HC Bienne | Campus Perspektiven, Huttwil 1 001 spectateurs |

#### Groupe est
| 10 septembre 2019 | EHC Kloten SL | 0-3 (0-1, 0-1, 0-1) | NL SC Rapperswil-Jona Lakers | Swiss Arena, Kloten 5 234 spectateurs |

| 10 septembre 2019 | EHC Winterthour SL | 0-9 (0-2, 0-5, 0-2) | NL ZSC Lions | Zielbau Arena (de), Winterthour 2 147 spectateurs |

| 10 septembre 2019 | HC Thurgovie SL | 0-6 (0-1, 0-2, 0-3) | NL EV Zoug | Güttingersreuti (de), Weinfelden 931 spectateurs |

| 11 septembre 2019 | EHC Dübendorf MSL | 2-3 (pr) (0-2, 1-0, 1-0, 0-1) | NL HC Ambrì-Piotta | Im Chreis, Dübendorf 1 767 spectateurs |

| 11 septembre 2019 | EHC Frauenfeld 1L | 0-12 (0-4, 0-3, 0-5) | NL HC Davos | Kunsteisbahn Frauenfeld, Frauenfeld 1 499 spectateurs |

| 11 septembre 2019 | HC Arosa MSL | 0-7 (0-3, 0-2, 0-2) | NL HC Lugano | Sport- und Kongresszentrum Arosa (de), Arosa 1 710 spectateurs |

### Huitièmes de finale
| 20 octobre 2019 | HC Davos NL | 2-1 (TB) (0-1, 1-0, 0-0, 0-0) | NL HC Lugano | Eisstadion Davos, Davos 4 259 spectateurs |

| 20 octobre 2019 | SC Rapperswil-Jona Lakers NL | 4-2 (2-0, 0-1, 2-1) | NL HC Fribourg-Gottéron | St. Galler Kantonalbank Arena, Rapperswil-Jona 4 115 spectateurs |

| 20 octobre 2019 | HC Bienne NL | 4-3 (pr) (1-2, 0-1, 2-0, 1-0) | NL HC Ambrì-Piotta | Tissot Arena, Bienne 3 303 spectateurs |

| 20 octobre 2019 | HC Olten SL | 3-5 (1-1, 1-2, 1-2) | NL SC Langnau Tigers | Kleinholz, Olten 4 129 spectateurs |

| 20 octobre 2019 | HC Viège SL | 1-4 (0-2, 1-1, 0-1) | NL EV Zoug | Lonza Arena, Viège 2 253 spectateurs |

| 20 octobre 2019 | HC Ajoie SL | 4-3 (pr) (0-0, 3-0, 0-3, 1-0) | NL Lausanne HC | Patinoire du Voyeboeuf, Porrentruy 1 394 spectateurs |

| 20 octobre 2019 | SC Langenthal SL | 1-6 (1-3, 0-2, 0-1) | NL CP Berne | Eishalle Schoren, Langenthal 3 688 spectateurs |

| 20 octobre 2019 | ZSC Lions NL | 4-3 (TB) (1-1, 0-2, 2-1, 0-0) | NL Genève-Servette HC | Hallenstadion, Zurich 5 125 spectateurs |

### Quarts de finale
| 25 novembre 2019 | HC Bienne NL | 4-3 (1-1, 1-1, 2-1) | NL SC Langnau Tigers | Tissot Arena, Bienne 3 105 spectateurs |

| 26 novembre 2019 | HC Davos NL | 4-3 (pr) (0-0, 1-2, 2-1, 1-0) | NL CP Berne | Eisstadion Davos, Davos 2 416 spectateurs |

| 26 novembre 2019 | SC Rapperswil-Jona Lakers NL | 4-0 (1-0, 2-0, 1-0) | NL EV Zoug | St. Galler Kantonalbank Arena, Rapperswil-Jona 4 044 spectateurs |

| 26 novembre 2019 | HC Ajoie SL | 6-3 (1-0, 1-0, 4-3) | NL ZSC Lions | Patinoire du Voyeboeuf, Porrentruy 2 002 spectateurs |

### Demi-finales
| 15 décembre 2019 | SC Rapperswil-Jona Lakers NL | 1-4 (1-1, 0-1, 0-2) | NL HC Davos | St. Galler Kantonalbank Arena, Rapperswil-Jona 6 100 spectateurs |

| 15 décembre 2019 | HC Ajoie SL | 4-3 (2-2, 1-1, 1-0) | NL HC Bienne | Patinoire du Voyeboeuf, Porrentruy 2 500 spectateurs |

### Finale
En rénovation avant une ouverture définitive à l'automne 2020, la Patinoire du Voyeboeuf, à Porrentruy, ne répond pas aux standards minimaux fixés par la Ligue au niveau de la capacité, des infrastructures télévisuelles et de la sécurité pour la finale. Celle-ci est ainsi délocalisée à Lausanne.
| 2 février 2020 | HC Ajoie SL | 7-3 (2-0, 2-2, 3-1) | NL HC Davos | Vaudoise aréna, Lausanne 9 284 spectateurs |